# Federazione cestistica delle Filippine
La Federazione cestistica delle Filippine (Samahang Basketbol ng Pilipinas) è l'ente che controlla e organizza la pallacanestro nelle Filippine.
La federazione controlla inoltre la Nazionale di pallacanestro delle Filippine. Ha sede a Manila e l'attuale presidente è Manuel V. Pangilinan.
È affiliata alla FIBA dal 1936 e organizza il campionato di pallacanestro delle Filippine.